# Izbica (Lublin)
Pour les articles homonymes, voir Izbica.
Izbica (prononciation : ['izˈbit͡sa]) - (Yiddish: איזשביצע Izhbitz, Izhbitze) est un village polonais de la gmina d'Izbica dans le powiat de Krasnystaw de la voïvodie de Lublin dans l'est de la Pologne.
Le village est le siège administratif (chef-lieu) de la gmina appelée gmina d'Izbica.
Il se situe à environ 13 kilomètres au sud de Krasnystaw (siège du powiat) et 59 kilomètres au sud-est de Lublin (capitale de la voïvodie).
Le village comptait approximativement une population de 1 933 habitants en 2008.

## Histoire
Depuis sa création, le village est un shtetl, la communauté juive y est majoritaire. Lors du recensement de 1921, sur 3 085 habitants, 2 862 sont de religion juive. En 1939, sur 6 000 habitants, 5 098 sont de religion juive.
Lors de la seconde guerre mondiale, les Allemands installent en 1941 un ghetto où ils enferment dans des conditions très difficiles des Juifs de la ville, de Tchécoslovaquie, de Pologne, d'Autriche et d'Allemagne.
Dès mars 1942 ils les déportent vers les camps d'extermination de Bełżec et de Sobibor. Le 2 novembre 1942, les allemands et leurs collaborateurs ukrainiens liquident le ghetto et commettent des massacres de masse dans le cimetière juif, on estime le nombre de victimes à 4 500. Après guerre, seulement 14 juifs ont survécu à la Shoah. Philip Bialowitz, natif d'Izbica, a été le dernier Juif polonais survivant de Sobibor.
De 1975 à 1998, le village est attaché administrativement à la Voïvodie de Zamość.

Depuis 1999, il fait partie de la nouvelle voïvodie de Lublin.

## Galerie

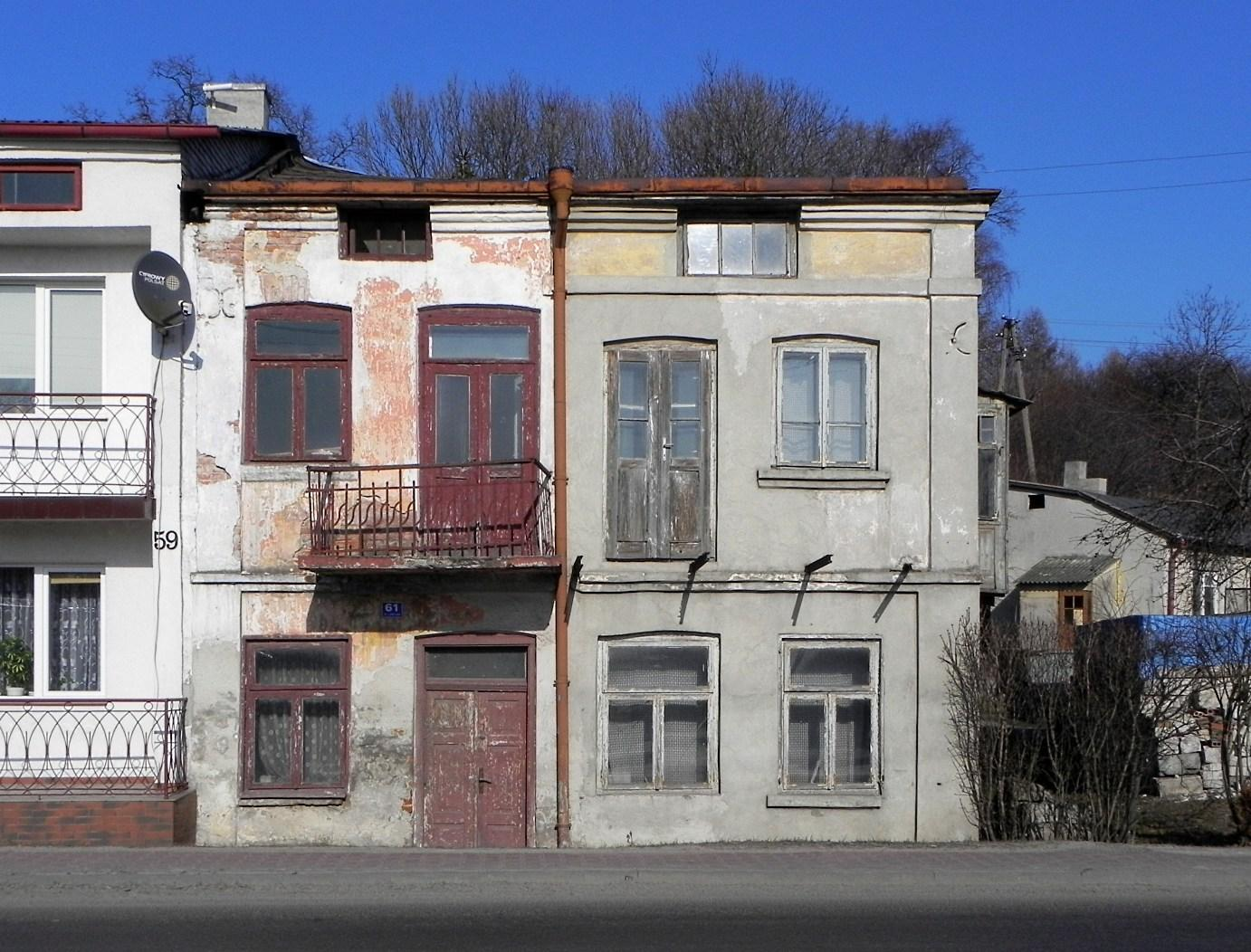
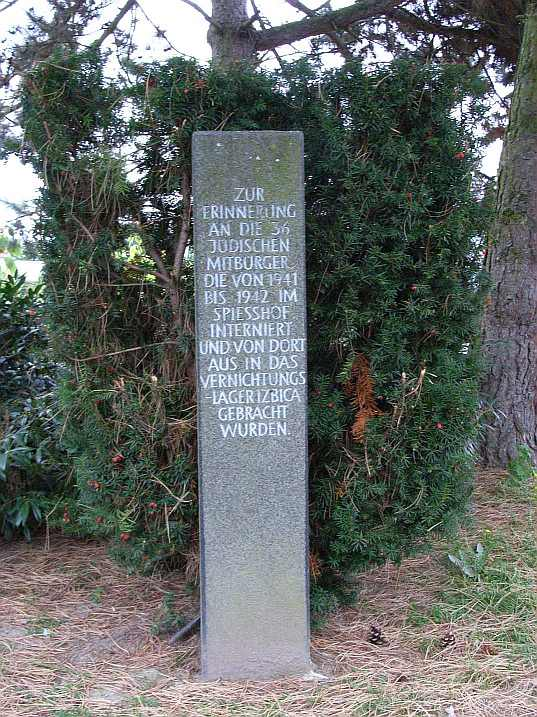
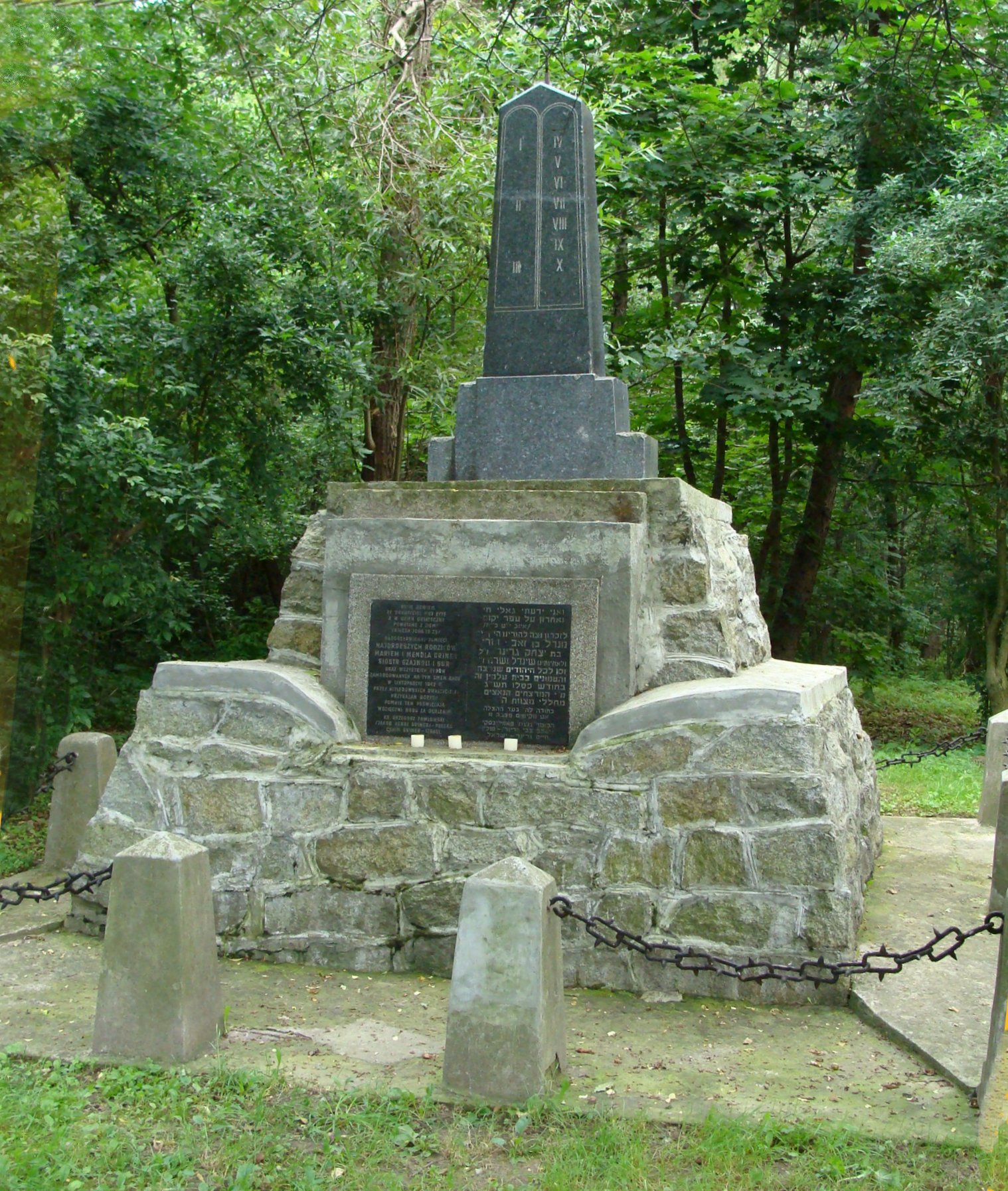

quelques vues d'Izbica